# Nagykáta
Nagykáta [ˈnɒɟkaːtɒ] ist eine ungarische Stadt im gleichnamigen Kreis im Komitat Pest. Der Ort erstreckt sich über eine Fläche von 81,61 km² und hat knapp 12.600 Einwohner (Stand 2011).

## Geografische Lage
Nagykáta liegt gut 50 Kilometer östlich der Hauptstadt Budapest an dem kleinen Fluss Kerektói-árok. Nachbargemeinden sind Szentmártonkáta, Tápióbicske, Farmos und Jászberény.

## Sehenswürdigkeiten
Bedeutende Baudenkmäler sind die Keglevich-Kapelle aus dem 18. Jahrhundert und die Sankt-Georg-Kirche aus dem 16. Jahrhundert, die um 1745 wiederaufgebaut wurde. Der „Basar“, ein charakteristischer und stimmungsvoller Gebäudekomplex, stammt aus der Jahrhundertwende des 20. Jahrhunderts und wurde vor kurzem renoviert.
Ein bedeutender Teil der Stadt steht unter Naturschutz. Hier finden sich zahlreiche Tier-, Vogel- und Pflanzenarten, die anderswo schon fast ausgestorben sind. 1992 wurde die Region vom Internationalen Rat für Vogelschutz (ICBP), der Vorläuferorganisation von BirdLife International, in die Liste der Vogellebensräume von europäischer Bedeutung aufgenommen. 

## Geschichte
Die Geschichte von Nagykáta reicht bis ins 12. Jahrhundert zurück, als der Pester Zweig des Stammes Káta bzw. Káthay sich in diesem Gebiet ansiedelte. Das Dorf, das am Hanfhügel bei der Stadtgrenze freigelegt wurde, war wahrscheinlich der Vorläufer von Nagykáta aus dem Zeitalter der Árpáden. 
Im Regestrum von Várad wird der Name des Dorfes Káta 1221 verzeichnet. Im 15. und 16. Jahrhundert taucht der Name in zahlreichen Urkunden als Csekekáta auf. Der Name Nagykáta taucht 1607 erstmals auf und wird seit Beginn des 18. Jahrhunderts allgemein benutzt. Während der Türkenherrschaft wurde das Dorf oftmals vernichtet, lebte aber immer wieder auf. Doch der Káthay-Stamm rieb sich in den Kämpfen auf, und der ohne Nachfolger gebliebene Ferenc Káthay verkaufte 1663 sein letztes Gut an Miklós Keglevich. Nach der Rückeroberung von Buda war Nagykáta ein verlassener Ort. Bis 1695 ist der Name in den Volkszählungen nicht zu finden, aber von 1698 verfügte die Gemeinde wieder über einen Pfarrer, und die Matrikel wurden wieder geführt.
Zur Zeit des Freiheitskampfes  von Fürst Franz II. Rákóczi suchte dieser auch Nagykáta auf. Nach dem Frieden von Sathmar (1711) wurde das Dorf neu bevölkert und entwickelte sich wirtschaftlich: der Weinbau und die Großviehzucht begannen. Seit 1716 hatte die Gemeinde auch einen eigenen Schullehrer, und 1743 wurde das Dorf von Maria Theresia in den Rang eines Marktfleckens erhoben. Die 1770 eingeführte Regelung des Urbars erleichterte die Lage der Leibeigenen nur vorübergehend. Zu Beginn des 19. Jahrhunderts verschlechterten sich ihre Lebensbedingungen weiter. Erst zu dieser Zeit begann sich eine Zunftindustrie zu entwickeln.
In Nagykáta befand sich während des Ungarischen Unabhängigkeitskrieges 1848/1849 zeitweise das Hauptquartier von Arthur Görgey. Unweit von Nagykáta kam es am 4. April 1849 zum Gefecht von Tápióbicske. Danach besuchte Lajos Kossuth die Verwundeten im Schloss Keglevich, wo heute der Bürgermeister amtiert. Der 4. April ist ein offizieller Feiertag der Stadt Nagykáta. An diesem Gedenktag besuchen einheimische und ausländische militärische Traditionsgruppen die Stadt.
1989 wurde Nagykáta wieder das Stadtrecht zuerkannt.

## Wirtschaft und Bedeutung als regionales Zentrum
Nagykáta ist das regionale Zentrum für etwa 60.000 Personen. Deshalb ist die Stadt Sitz von Behörden; es gibt mehrere weiterführende Schulen.
Ende 1998 begannen die japanischen Clarion-Werke neben der Stadt zu produzieren, wo seit 1999 mit der Herstellung von Autoradios hunderte von Arbeitsplätzen geschaffen wurden. 

## Städtepartnerschaften
- Alfonsine, Italien, seit 1962
- Negotino (Неготино), Nordmazedonien, seit 2013[1]
- Ozun, Rumänien, seit 2011

## Söhne und Töchter der Stadt
- Gábor Mátray (1797–1875), Komponist und Musikhistoriker
- Leona Baksay (1915–2005), Botanikerin
- Erzsi Lengyel (1929–2012), Schauspielerin

## Verkehr
In Nagykáta treffen die Hauptstraßen Nr. 31, Nr. 311 sowie die Landstraße Nr. 3115 aufeinander. Die Stadt ist 
angebunden an die Eisenbahnstrecke vom Budapester Ostbahnhof über Újszász nach Szolnok.

## Galerie

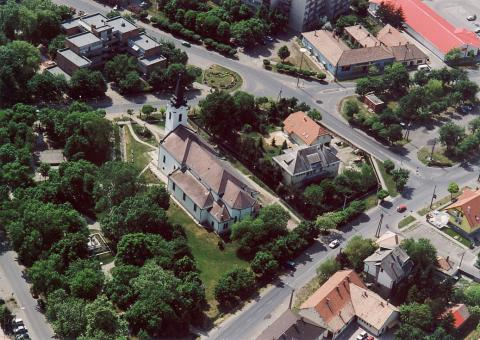
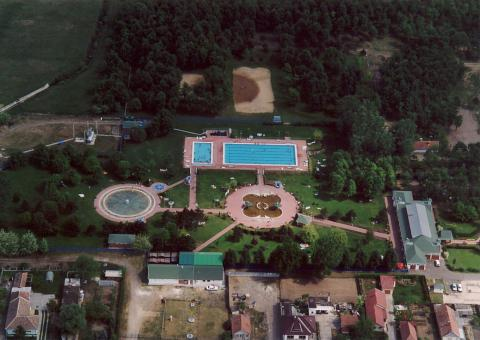
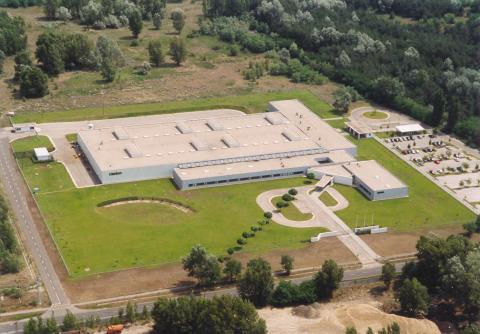